# Smaragdinella
Smaragdinella is een geslacht van weekdieren uit de klasse van de Gastropoda (slakken).

## Soorten
- Smaragdinella calyculata (Broderip & G. B. Sowerby I, 1829)
- Smaragdinella fragilis Bozzetti, 2008
- Smaragdinella kirsteueri Ev. Marcus & Er. Marcus, 1970
- Smaragdinella sieboldi A. Adams, 1864